# Фарнем, Салли
Салли Фарнем (англ. Sally Farnham, полное имя  Sarah «Sally» James Farnham; 1869—1943) — американская скульптор.

## Биография
Родилась 26 ноября 1869 года в Огденсберге, штат Нью-Йорк, в богатой семье в окружении военных и политических деятелей. Её дед по отцовской линии — Амасия Джеймс, был конгрессменом с 1877 по 1881 год, а её отец — полковник Эдвард Джеймс, был ветераном Гражданской войны и известным адвокатом в Нью-Йорке.
Когда девочке было десять лет, умерла её мать. Вскоре после этого она путешествовала по миру со своим отцом, который часто поощрял её заниматься различными видами деятельности, нетипичными для молодых женщин того времени, такими как охота и верховая езда. Позже её знакомство с этой деятельностью оказалось полезным в карьере скульптора.

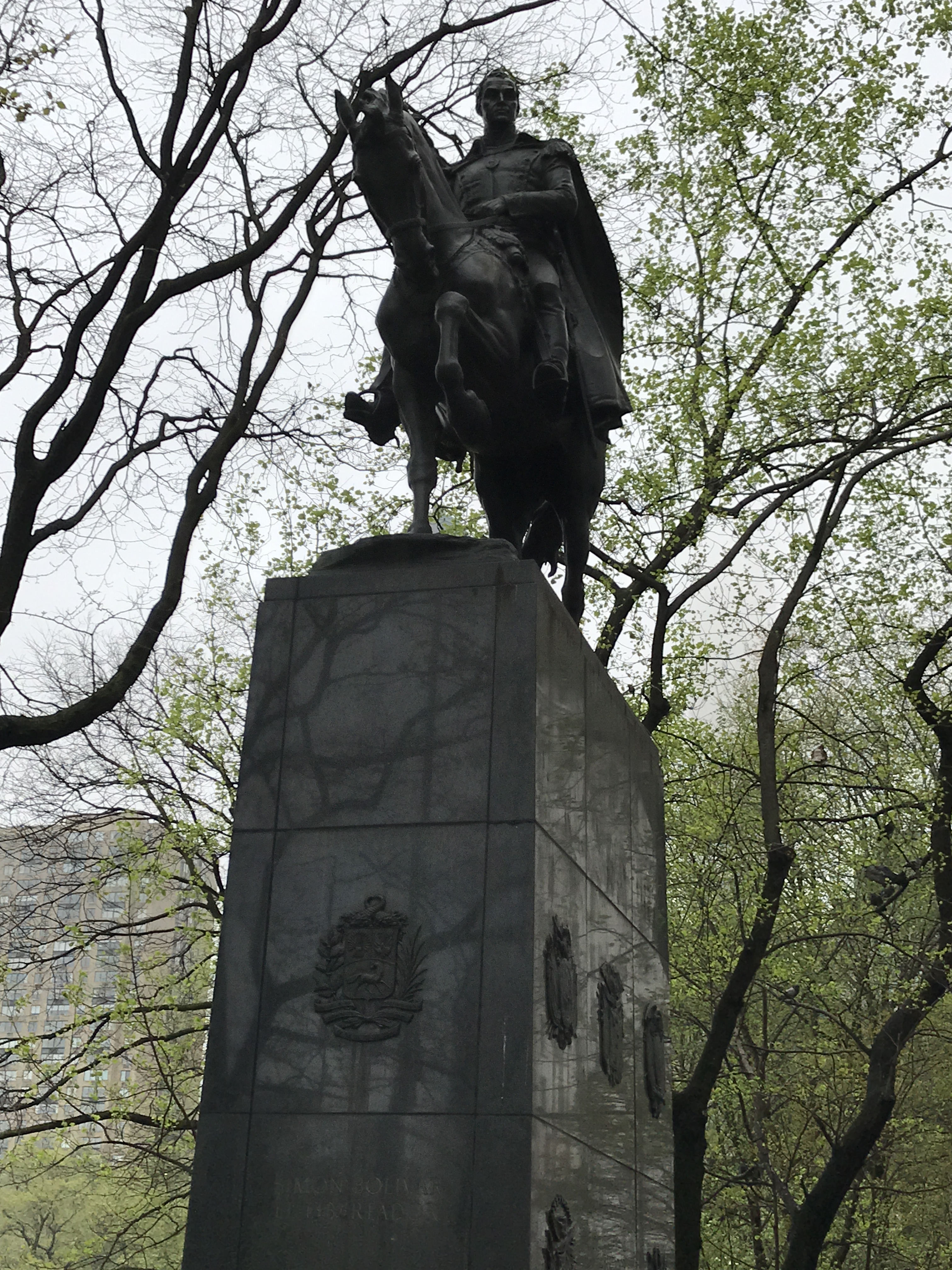
Памятник Симону Боливару в Нью-Йорке работы Салли Фарнем

Знакомство с искусством для Салли началось, когда она посещала с семьёй музеи Европы — она побывала во Франции, Норвегии и Шотландии. В 1896 году Салли Фарнем вышла замуж за Джорджа Фарнема — дизайнера Tiffany & Co., с которым у неё было трое детей. Она начала лепить в 1901 году, будучи прикованной к больничной койке, когда Салли дали пластилин, чтобы развлечься. Друг их семьи — американский иллюстратор и скульптор Фредерик Ремингтон посоветовал ей продолжить изучение скульптуры, что она и сделала с помощью нескольких известных скульпторов — Генри Шрэди, Генри Люкмана и Фредерика Рота. А её муж стал главным сторонником и влиятельным лицом в начале её скульптурной карьеры. Но успех жены как скульптора постепенно подорвал их брак, и в 1914 году они развелись — Салли осталась единственным кормильцем для своих детей.
В последующие годы Салли Фарнем создал серию памятников, посвящённых Гражданской войне в США, а также надгробных мемориалов в Нью-Йорке и Нью-Джерси. Она получила множество небольших заказов, которые за очень короткий период времени позволили ей заработать репутацию известного скульптора. В 1904 году она получила заказ на создание памятника «Spirit of Liberty» («Дух свободы»), который она создала в честь своего отца и людей, отдавших свои жизни в Гражданской войне. К 1907 году Фарнем считалась «одной из ведущих женщин-скульпторов, работающих в героическом масштабе в Америке».

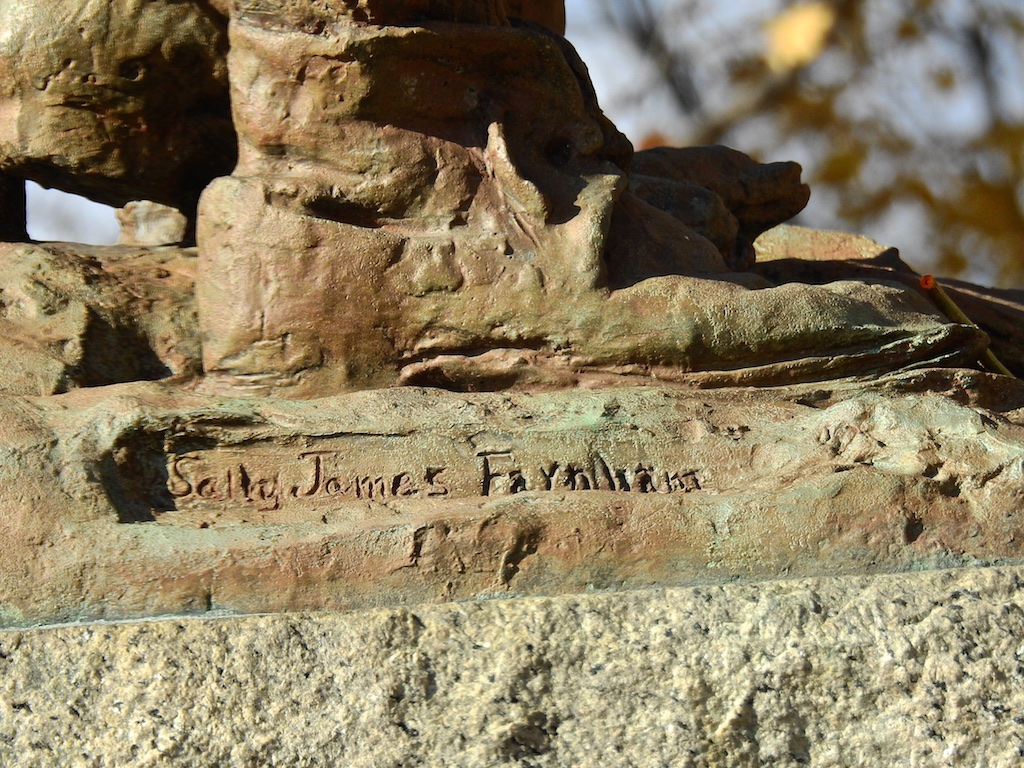
Подпись Салли Фарнем на памятнике «Defenders of the Flag»

В 1910 году ей было поручено создать фриз для здания Pan American Union в Вашингтоне. Эта работа, получившая название «Frieze of Discoverers», способствовала тому, что она получила заказ от правительства Венесуэлы на создание памятника Симону Боливару. В то время это был самый большой памятник, созданный женщиной, и единственный конный памятник мужчине, созданный художницей. На это ушло пять лет, и эта скульптура принесла ей орден Освободителя (высшая награда Венесуэлы).
В последующее десятилетие Салли Фарнем создала множество общественных памятников и мемориалов, а также высоко оцененные критиками портреты влиятельных людей, включая президента США Уоррена Гардинга, Герберта Гувера и Теодора Рузвельта. Она продолжала создавать скульптуры до семидесяти лет.
Умерла	28 апреля 1943 года в Нью-Йорке. Была похоронена в местечке Грейт-Нек, штат Нью-Йорк, на кладбище All Saints Cemetery. На её надгробии написано: «A merry heart goes all the day».